# تسلیم در کازرتا
تسلیم در کازرتا (ایتالیایی: Resa di Caserta) سند مکتوبی بود که با امضای آن در ۲۹ آوریل ۱۹۴۵ میلادی تمام نیروهای آلمانی و جمهوری سوسیال ایتالیا در ایتالیا تسلیم متفقین شدند و کارزار ایتالیا در جنگ جهانی دوم پایان یافت.

## پیشینه
فرمانده نیروهای آلمانی در ایتالیا، کارل ولف از ماه مارس سال ۱۹۴۵ میلادی مذاکرات جهت تسلیم نیروهای آلمانی مستقر در ایتالیا را آغاز کرده بود. متفقین مذاکره کنندگان متعددی از جمله آلن دالس را جهت مذاکره با نمایندگان ولف به سوئیس فرستادند. ولف معتقد بود از آنجایی که متفقین غربی و شوروی طی کنفرانس کازابلانکا توافق کرده‌اند که تنها تسلیم بی‌قیدوشرط تمام نیروهای آلمانی را بپذیرند یک صلح جداگانه میان او و متفقین غربی می‌تواند اتحاد میان شوروی، بریتانیا و آمریکا را تضعیف کند. شوروی هم که اخبار این مذاکرات را شنیده بود تقاضا داشت نماینده‌ای از طرف خود اعزام نماید که با مخالفت متفقین غربی روبرو شد.
در روی زمین نیز نیروهای آلمانی به دلیل مشکلات متعدد و به خصوص بمباران‌های سنگین متفقین از هفته اول ماه آوریل به بعد دیگر تدارکاتی از آلمان دریافت نکرده بودند. همچنین از آنجایی که هواپیماهای متفقین تمام پل‌های روی رود پو را نابود کرده بودند نیروهای آلمانی پس از نبرد بهار ۱۹۴۵ در ایتالیا مجبور شدند تمام خودروها و تجهیزات سنگین خود را در جنوب این رود رها کرده و در شمال آن موضع بگیرند. و حال تنها چیزی که برای متحدین در ایتالیا باقی مانده بود نفرات پیاده آلمانی و فاشیست‌های ایتالیایی بودند که در نبردهای پیشین آسیب بسیاری متحمل شدند. نیروهای آلمانی در شمال رود پو با معدود تجهیزات در دسترس و باقی مانده مواضع دفاعی درست کرده بودند اما با توجه نبود سلاح و خستگی نیروها وضعیت آن‌ها اصلاً مناسب نبود.

## تسلیم
ولف در ۲۶ آوریل توانست مارشال رودولفو گراتزیانی وزیر دفاع جمهوری سوسیال ایتالیا و فرمانده ارتش لیگوریا را قانع نماید تا سند تسلیم نیروهای ایتالیایی و آلمانی را امضا نماید. گراتزیانی پس از امضا این سند در ۲۹ آوریل خود را تسلیم سپاه چهارم ارتش آمریکا تحت فرمان ژنرال کریتنبرگر کرد.
هاینریش فون فیتینگهوف که فرمانده گروه ارتش سی آلمان بود در ۲۸ آوریل بیان داشت که صرف نظر از مذاکرات صلح به دلیل نبود سلاح و تجهیزات نیروهای آلمانی یکی دو روز دیگر تسلیم خواهند شد. نظر به همین وضعیت نیز گروه ارتش سی برای جلوگیری از خرابی‌های بیشتر از ۱۱ آوریل اجرای راهبرد زمین سوخته هیتلر را متوقف کرده بود.
مراسم تسلیم در کازرتا برگزار شد که طی آن متفقین میزبان هیئت آلمانی بودند. در آغاز جلسه نمایندگان متفقین از فرستادگان آلمانی تقاضا کردند تا اعتبارنامه‌های خود را ابراز دارند. سرهنگ شوینیتز اعلام کرد که نماینده ژنرال فیتینگهوف است و سرگرد ونر هم بیان داشت که نماینده ژنرال ولف و مارشال گراتزیانی است. پس از آن هیئت متفقین پیمان تسلیم را به این دو افسر آلمانی ارائه داد و با امضا ایشان در ساعت ۱۴۰۰ تسلیم نیروهای آلمانی و ایتالیایی در خاک ایتالیا نهایی شد. در سمت متفقین نیز ژنرال مورگان به نمایندگی از فیلد مارشال الکساندر این پیمان را امضا کرد.
علاوه بر نمایندگان بریتانیا و آمریکا و آلمان در این جلسه نمایندگان شوروی و لهستان نیز شاهد امضا قرارداد بودند.

## امضا کنندگان
- متحدین:
  - سرهنگ ویکتور شوینیتز به نمایندگی از ژنرال هاینریش فون فیتینگهوف فرمانده گروه ارتش سی
  - سرگرد یوجین ونر به نمایندگی از اس‌اس اوبرگروپن‌فورر کارل ولف فرمانده عالی نیروهای اس‌اس و پلیس در ایتالیا و مارشال رودولفو گراتزیانی وزیر دفاع جمهوری سوسیال ایتالیا.
- متفقین:
  - ژنرال ویلیام دوتی مورگان به نمایندگی از فیلد مارشال هارولد الکساندر فرمانده گروه ارتش ۱۵

## نتایج
فیلد مارشال هارولد الکساندر بیان می‌داشت که این صلح جنگ را در اروپا شش تا هشت هفته کوتاه‌تر کرد و از نابودی بیشتر شمال ایتالیا و کشتار ده‌ها هزار نفر دیگر جلوگیری نمود.

## نگارخانه
- وکالتنامه تسلیم گراتزیانی
- وکالتنامه تسلیم فیتینگهوف
- وکالتنامه تسلیم ولف
- رونوشت وکالتنامه تسلیم فرماندهان متحدین در ایتالیا